# George William Symes
George William Symes, britanski general, * 1896, † 1980.